# Gramastetten
Gramastetten ist eine Marktgemeinde in Oberösterreich im Bezirk Urfahr-Umgebung im oberen Mühlviertel mit 5092 Einwohnern (Stand 1. Jänner 2024).

## Geografie
Gramastetten liegt auf einer Höhe von 545 m ü. A. im oberen Mühlviertel. Die größten Gewässer sind die Große Rodl und der Bleicherbach. Die höchsten Erhebungen sind Guglbühel (601 m) im Norden und Koglerauer Spitz (685 m) im Süden.
Die Ausdehnung beträgt von Nord nach Süd 10,9 und von West nach Ost 9,6 Kilometer. Die Gesamtfläche umfasst 40,20 Quadratkilometer. Davon sind 58 Prozent landwirtschaftliche Nutzfläche und 33 Prozent sind bewaldet.
Flächenverteilung

### Gemeindegliederung
Das Gemeindegebiet umfasst folgende Ortschaften (in Klammern Einwohnerzahl Stand 1. Jänner 2024):
- Amberg (71)
- Anger (150)
- Feldsdorf (237)
- Gramastetten (1570)
- Großamberg (807)
- Hals (85)
- Hamberg (336)
- Lassersdorf (117)
- Lichtenhag (89)
- Limberg (64)
- Maierleiten (12)
- Neulichtenberg (123)
- Pöstlingberg (673)
- Schlagberg (56)
- Stötten (6)
- Türkstetten (518)
- Wieshof (178)

Die Gemeinde liegt im Gerichtsbezirk Urfahr.

### Nachbargemeinden
|                             | Herzogsdorf                                 | Eidenberg   |
| Sankt Gotthard im Mühlkreis | Kompassrose, die auf Nachbargemeinden zeigt | Lichtenberg |
| Walding                     | Ottensheim und Puchenau                     | Linz        |

## Geschichte

### Ortsgeschichte
Die Geschichte von Gramastetten reicht bis in das Jahr 2500 v. Chr. zurück, wie viele jungsteinzeitliche Funde in Limberg, Anger und anderen Ortschaften bezeugen. 
Aus dem 9. Jahrhundert n. Chr. stammen 7 slawische Hügelgräber in der Koglerau.
Der Ortsname leitet sich von dem Namen Grimhard ab. Damals wurden Orte oft nach Personen benannt. Die ältesten Betitelungen des Ortes waren Grimhartesstetin (1110), Crimarsteten (1180) und Grimarstetin (1236). Weitere sehr alte Ortsteile sind Türkstetten (1180 Duringensteten, also Stätte einer Person namens During), Schlagberg (1206 Slafberc), Asenbaum (1285 Asenboam, mhd. „Stützbalken“) und die 1287 erwähnten Ortschaften Feldsdorf (Felsdorf als Lichtung, von slawisch bel=weiß/hell), Hals (lateinisch De Collo), Lassersdorf (Lazzensdorf, vom Personennamen Wladislaw), Limberg (Lintperge, von Linde).
Im Jahr 1110 wurde die Altpfarre, die Ottensheim, Lichtenberg, Oberneukirchen, Zwettl an der Rodl, Leonfelden und Vorderweißenbach umfasste, gegründet und die erste Kirche geweiht. Bis 1292 Leonfelden als eigene Pfarre abgetrennt wurde, erstreckte sich das Gebiet der Altpfarre also in dem durch kleine Rodl und Haselbach begrenzten Streifen zwischen der Donau im Süden und dem Sternstein im Norden.
Kaiser Maximilian I. erhob am 7. Jänner 1518 Gramastetten zum Markt, und am 14. Mai 1551 verlieh der römisch-deutsche König und spätere Kaiser Ferdinand I. der Gemeinde das Recht, ein Wappen zu führen. Kaiser Ferdinand III. bestätigte am 3. November 1639 die Privilegien der Gemeinde und erlaubte zusätzlich die Abhaltung von Jahrmärkten. Gegen Ende des Dreißigjährigen Krieges waren die Gramastettner am Bau der Schwedenschanze bei Bad Leonfelden beteiligt. Das Bürgerspital (heute Schmiedberg 1) wurde 1664 erstmals erwähnt.
Die Brandkatastrophen von 1842 (auf der Nordseite der Marktstraße), 1861 (Südseite) und 1862 (Osten) verwüsteten alle Gebäude des Marktes  mit Ausnahme der Kirche (die dann 1945 brannte). Das Gramastettner Marktbuch ging leider beim Wiener Justizpalastbrand 1927 verloren.
Zweiter Weltkrieg
Während 1945 etliche Mühlviertler Gemeinden den vormarschierenden US-amerikanischen Truppen kampflos übergeben wurden und damit verschont blieben, ließen die Kommandanten der deutschen Einheiten trotz gegenteiliger Bitten der Bevölkerung Gramastetten verteidigen. Der Ort stand von US-amerikanischen Truppen unter Beschuss, welche am Abend des 3. Mai, zwei Tage vor Ende des Zweiten Weltkrieges, mit Panzern auf dem Markt eintrafen. Der Kampf um Linz hielt zwei Tage an. Die Amerikaner vertrieben viele Bewohner aus ihren Häusern, in denen sie sich sodann niederließen. Bei den Kämpfen fielen die 1908 erbaute Schule, das Mesnerhaus und weitere Häuser den Flammen zum Opfer. Dass nicht der ganze Markt niederbrannte, lag an der extremen Windstille und den harten Dächern, die einige Häuser bereits anstatt Strohdächern besaßen. Weiters wurden die Kirche, der Turm und etliche Gebäude durch die Angriffe zerstört. Unter den Toten der Kämpfe waren ausschließlich Soldaten. Die gefallenen deutschen Soldaten wurden am Friedhof in Gramastetten beigesetzt.
Die US-amerikanischen Truppen zogen am 5. Mai 1945, als der Zweite Weltkrieg mit dem Fall von Linz beendet war, aus Gramastetten ab und übergaben Ende Juli 1945 das Mühlviertel der Roten Armee.
Neuere Geschichte
Anlässlich der 500-Jahre-Markt-Feierlichkeiten 2018 wurde eine Häuserchronik verfasst, wobei Informationsschilder mit Text und alten Zeichnungen nach dem Entwurf von Plexiglasdesigner Rudolf Fiereder an den Fassaden der Gebäude in der Marktstraße gut sichtbar angebracht wurden.

### Bevölkerungsentwicklung
Die Zunahme der Einwohnerzahl in den letzten Jahrzehnten beruht auf einer stark positiven Wanderungsbilanz. Diese ging seit 2001 etwas zurück, dafür wurde die Geburtenbilanz positiv.

## Kultur und Sehenswürdigkeiten

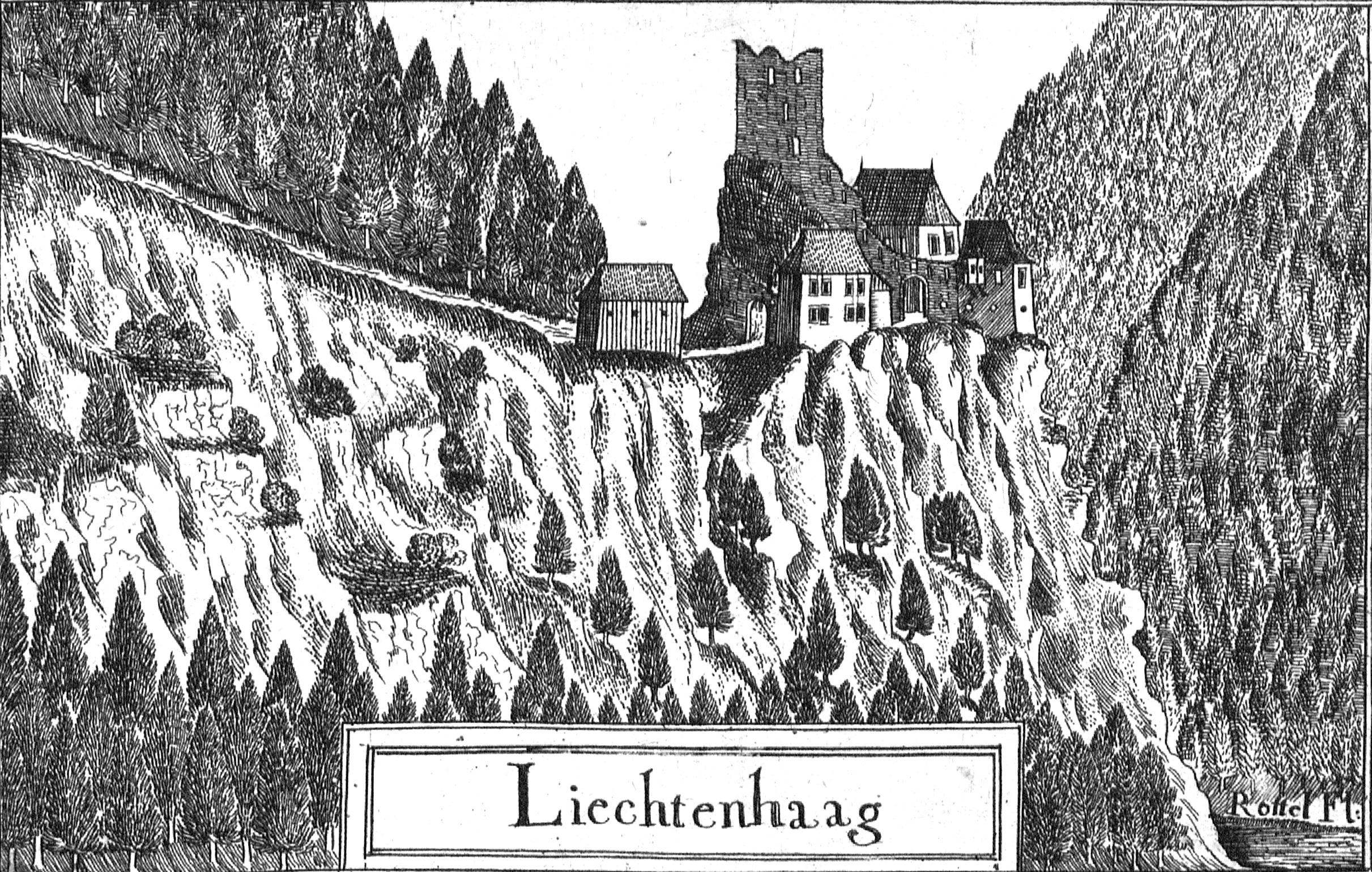
Burgruine Lichtenhag

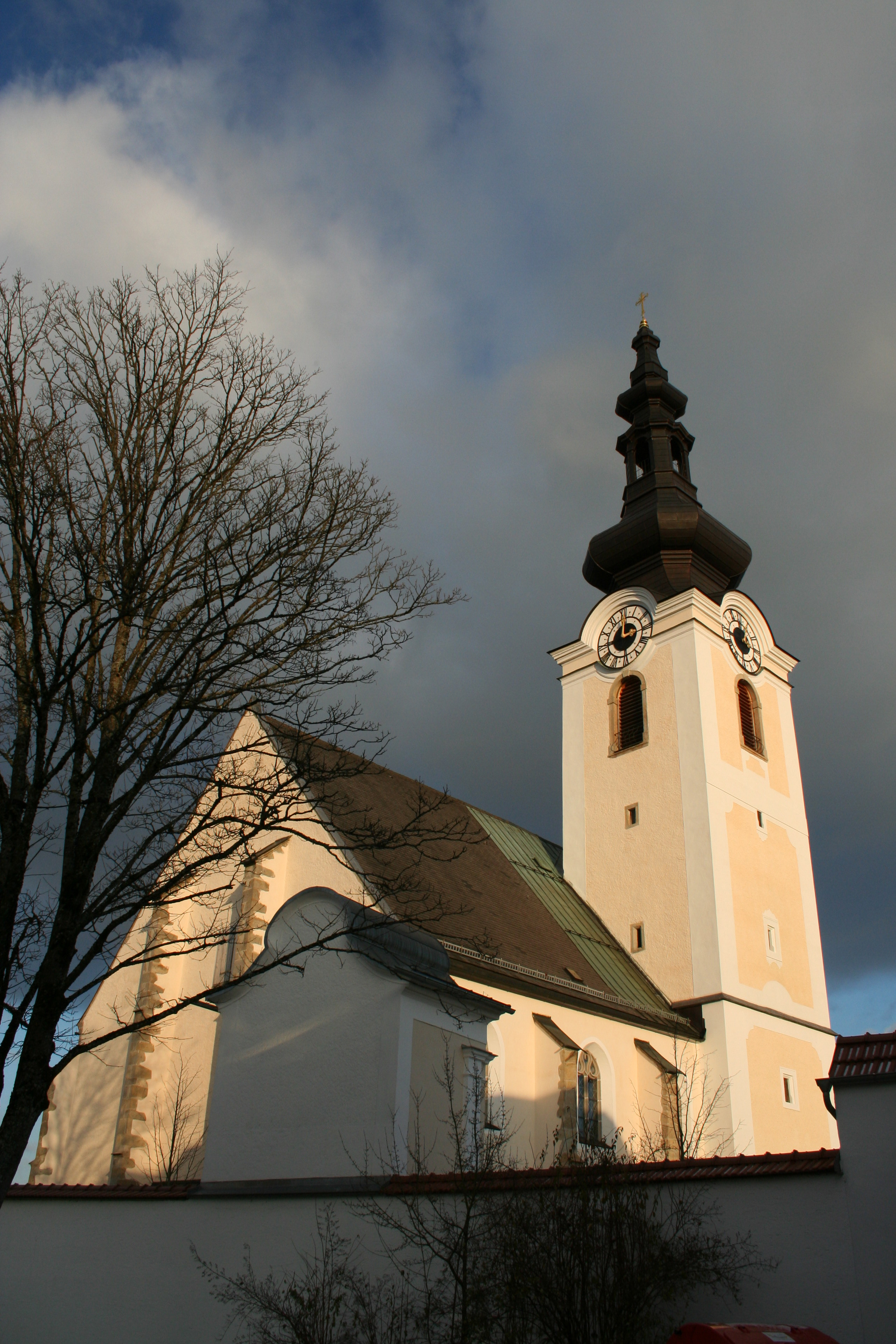
Pfarrkirche Gramastetten

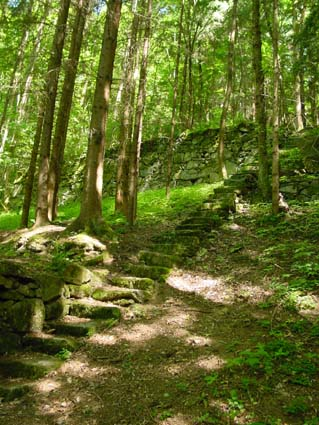
Die Jahresstiege

- Burgruine Lichtenhag: Die erstmalige urkundliche Erwähnung war 1167. Nachdem die Burg unter den Starhembergern mit anderen Herrschaften zusammengelegt wurde, begann der Verfall. Die Ruine ist heute in Privatbesitz.
- Katholische Pfarrkirche Gramastetten hl. Laurentius: Im Jahr 1110 weihte der aus Passau stammende Bischof Ulrich die erste Kirche in Gramastetten, die dem heiligen Laurentius geweiht wurde. Eine neue spätgotische Kirche mit Unterkirche wurde im Jahr 1440 errichtet. Ein Vertreter der Kirche von 1945 bis 1964 war Pfarrer Pater Konrad Just, der für seine Taten auch als „Don Camillo des Mühlviertels“ bekannt war.
- Kalvarienbergkirche Gramastetten
- Premakirche der fünf Weltreligionen: Die private Hofkapelle in Türkstetten wurde am 18. September 2017 durch Vertreter von fünf Weltregionen eröffnet, nämlich Lama Tenzin Sangpo (Buddhismus), Abt Reinhold Dessl (Christentum), Naresh Sheetal (Hinduismus), Hussein Haimour (Islam) und Ville Lignell (Judentum).[18]
- Baderhaus aus dem 16. Jh., Wohnhaus des Arztes und Bürgermeisters Alois Peither, im 20. Jh. Pfarrkino von Pfarrer Konrad Just
- Jahresstiege[19]: Der Marktbürger Alois Peither (zur Person siehe Abschnitt „Persönlichkeiten“) besaß die „Kirchleitn“, einen mit Buschwerk verwachsenen, sehr steilen Hang, der sich hinter der Kirche befand und bis zur Rodl reichte. Für die Kultivierung musste er sehr viel Geld aufbringen. Sein Plan war, auf der „Kirchleitn“ Plantagen anzulegen, die vor allem den Armen nutzen sollten. Mit dieser Idee begann ein Lebenswerk für Alois Peither. Zwei Etagen waren 1846 alleine mit Maulbeerbäumen, die für die Seidenraupenzucht verwendet werden sollten, bepflanzt. Des Klimas wegen konnten die Seidenraupen jedoch nicht überleben. So begann er seinen Hang weiter zu kultivieren und hatte 1876 bereits fünf mit Blumen, Sträuchern, Obstbäumen und Hopfen, der damals staatlich gefördert wurde, bepflanzte Terrassen. Zu seinen weiteren Kultivierungsmaßnahmen zählten das Anlegen eines Gemüsegartens und einer Wein- und Hopfenlaube sowie das Aufstellen eines Bienenstocks. Das Ziel seines Lebenswerkes war es, besonders für die Armen Arbeit zu schaffen. Er benötigte Maurer, welche die Mauern für die Terrassen aufstellen und erhalten mussten. Zusätzlich brauchte er Leute, die Gestrüpp und Bäume entfernten, Sprengungen durchführten, Dünger und Erde lieferten usw. Des Weiteren ließ er von den Armen eine Stiege erbauen, die an den Terrassen entlang zur Talsohle führt. Die Stiege besteht aus 365 Stufen, deshalb wird diese auch „Jahresstiege“ genannt. Alois Peither hat eine Eiche auf der Anhöhe seiner „Kirchleitn“ gepflanzt, von der die Jahresstiege zur Rodl geht. Von diesem Platz hat man einen Ausblick auf das Rodltal und die Burgruine Lichtenhag. Mit einer um den Baum aufgestellte Bank war der Ort Lieblingsplatz von Peither.[20]

### Kulturgüter
- Das Gramastettner Lied: Das Lied „Mein liebes Gramastett'n“ wurde am 26. September 1951 in Aussee von dem in Gramastetten geborenen Hans Gielge geschrieben. Er widmete das Lied dem Herrn Oberlehrer Hauser und seinem lieben Geburtsort Gramastetten.[21]

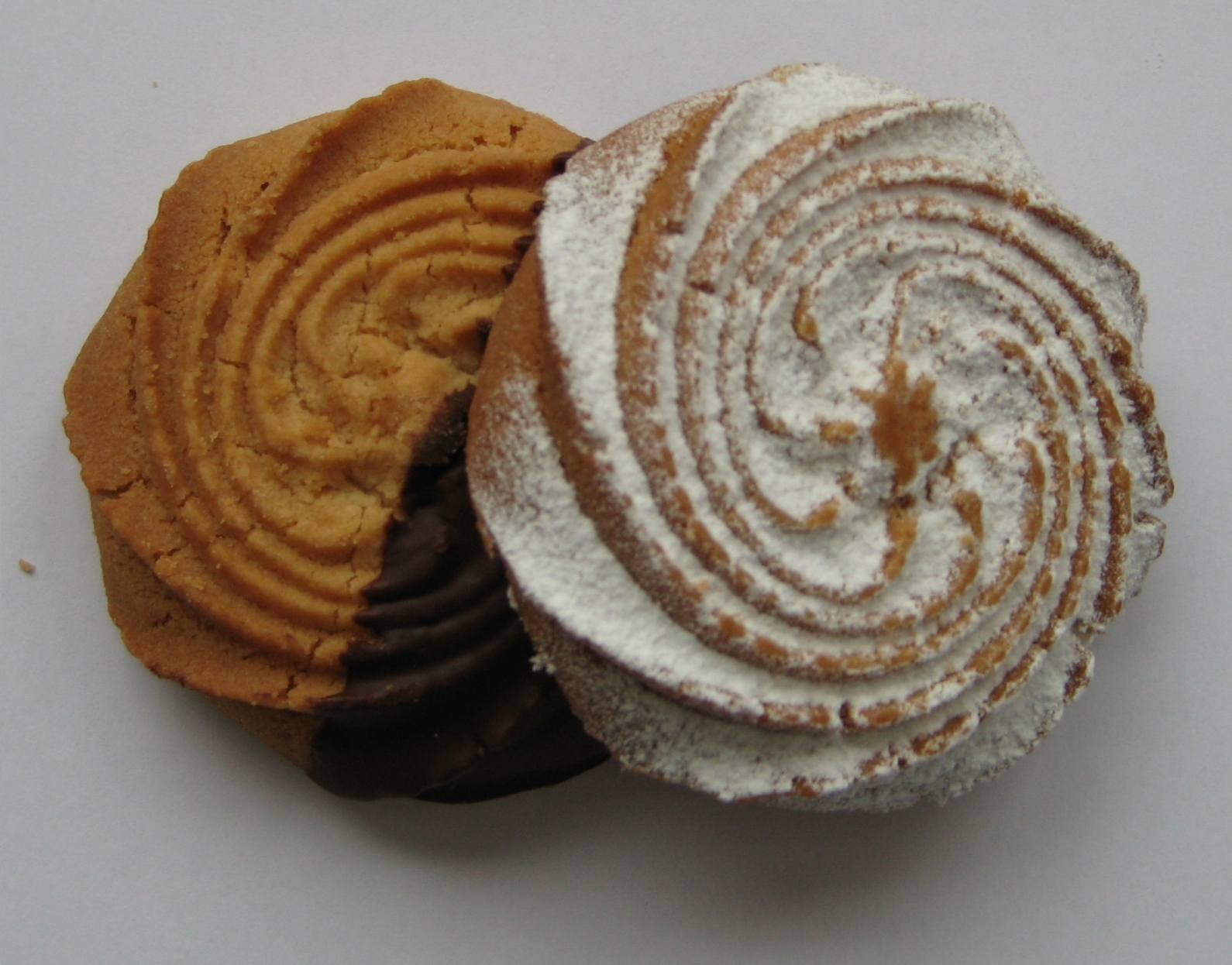
Gramastettner Krapferl

- Spezialitäten aus Gramastetten: In Gramastetten wurde seit 200 Jahren Lebkuchen und Zwieback produziert. Der Zwieback war sehr beliebt und so stellten ihn auch Linzer Betriebe her, welche den Zwieback als Gramastettner Zwieback verkauften. Erst ein wenig später wurden die Gramastettner Krapferl erfunden. Bekannt sind diese seit 1900, es ist jedoch unbekannt, wie lange es die Krapferl bereits gibt.[22] Die landesweit bekannten Krapferl werden nach einem altüberlieferten Rezept aus Mürbteig gefertigt. Die Erste, die die „Gramastettner Krapferl“ produzierte war Katharina Humalin. Familie Hummel, die Nachkommen von Humalin, fuhren mit der Erzeugung der Krapferl bis 1933 fort. Ein Großneffe der Familie Hummel, Konditormeister Hermann Knollmayr, führte die Tradition weiter. Die Hummel’s Backmanufaktur erzeugt heute noch die berühmten Gramastettner Krapferl und Zwieback.[22]

### Kultureinrichtungen
- ArGe Kultur Gramastetten
- Gramaphon. Am 19. Oktober 2008 wurde das Gramaphon als Veranstaltungszentrum eröffnet. Es wurde dort errichtet, wo sich einst die Kaiser Franz Joseph-Jubiläumsschule befand. Das Gramaphon bietet Platz für einen großen Veranstaltungssaal, einen Proberaum für die Musikkapelle, ein Lokal sowie die Musikschule.[23]
- KuKuRoots – verwurzelt Kunst und Kultur
- OÖ. Volksbildungswerk im Landeskulturzentrum Ursulinenhof
- ThekaGram

## Wirtschaft und Infrastruktur

### Öffentliche Einrichtungen
Von der Wassergenossenschaft, die privat geführt wird, wurde im Jahre 1947 eine neue Wasserleitung gebaut. Die Leitungen wurden ständig ausgebaut und erneuert, sind auf dem neuesten Stand der Technik und versorgen die meisten Haushalte. In den 1990er Jahren wurden die Anlagen um eine Entsäuerungsanlage erweitert. Durch die wachsende Zahl der Bevölkerung und nach großen sommerlichen Trockenheitsphasen wurde ein Anschluss an die Fernwasserversorgung Mühlviertel vorgenommen. Das vollständig ausgebaute Leitungsnetz hat eine Länge von 45 km und versorgt den Markt und die Randgebiete mit bekömmlichem Trinkwasser.
Der Bau der Ortskanalisation erfolgte in den Jahren 1958 und 1961.
Im Jahr 1993 wurde außerhalb des Marktes auf einem Teil der Ortnergründe, die von der Gemeinde erworben wurden, ein Gewerbepark an der Hansberg Landesstraße in Türkstetten errichtet. Ortsansässige sowie neue Betriebe hatten somit die Gelegenheit sich zu entfalten.

### Bezirksseniorenheim
Im Jahr 1970 wurde hinter dem Pfarrhof mit dem Bau des Bezirksaltenheims begonnen. Nach zwei Jahren konnte das Altenheim schließlich am 3. Dezember 1972 eingeweiht werden. Nachdem das Gebäude seit 2005 leer stand, wurde es im Jahr 2009 abgerissen. Daraufhin wurde vom Sozialhilfeverband Urfahr-Umgebung ein neues Bezirksseniorenheim errichtet. Es bietet 96 Pflegeplätze sowie vier Kurzzeitplätze und wurde am 17. September 2011 offiziell eröffnet.

### Gemeindebetriebe
Zu den Betrieben, die von der Marktgemeinde Gramastetten privatwirtschaftlich geführt werden zählen
- der Gemeindekindergarten
- die Gemeindebücherei
- die Schulausspeisung sowie
- der Schülerhort.[28]

### Bildung
- Gemeindebibliothek im Schulzentrum
- Kindergarten
- Pfarrcaritas-Kindergarten
- Volksschule
- Mittelschule
- Schülerhort
- Landesmusikschule Gramastetten

Quelle:

### Tourismus

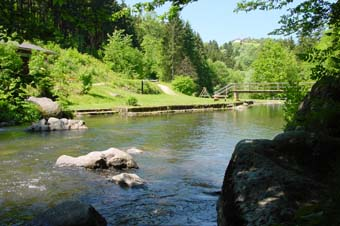
Rodlbad

Gramastetten ist ein Naherholungsgebiet von Linz. Angeboten werden ein Natur-Lehrpfad, die Jahresstiege, deren 365 Granitstufen im 19. Jahrhundert errichtet wurden und ein Naturwaldbad.
Eine Wanderung zum Bildgraben bzw. Augenbründlein ist eine weitere Wandermöglichkeit, die Gramastetten zu bieten hat. Das Augenbründlein ist eine Bergquelle, zu der früher zahlreich Menschen pilgerten um ihre Augenleiden mit diesem Quellwasser zu heilen. Diese Wanderroute bietet einen herrlichen Ausblick auf das Mühlviertler Hügelland.
Eine weitere Wanderroute ist der Riesensteinwanderweg, der, wie sein Name schon verrät, zum Riesenstein führt. Bei dieser Wanderung hat man einen schönen Ausblick auf die Burgruine Lichtenhag und auf Gramastetten.

### Gastronomie
In Gramastetten gibt es eine Konditorei mit Café, drei Wirtshäuser, eine Frühstückspension, ein Würstlstandl, eine Jausenstation, ein Tankstellenausschank und ein Sportstüberl mit Sky-Fussballübertragungen.
Der Vedahof (vergleiche: Veda), ein Mühlviertler Dreiseithof, der vor 700 Jahren angelegt wurde, ist eine frequentierte Heiratslocation, zu der seit September 2017 eine private Kirche für 5 Weltreligionen (siehe Sehenswürdigkeiten) gehört.

### Sport- und Freizeitzentrum
Auf der Peitherwiese wurde im Jahr 1980 mit dem Bau eines Sport- und Freizeitzentrums angefangen. Das am 6. Mai 1984 eröffnete Zentrum besteht aus fünf Tennisplätzen, zwei Fußballfeldern und einem Clubgebäude. Das Sportzentrum wurde im Jahr 1999 um eine Stocksporthalle und eine Kletterwand erweitert. Weiters wurden fünf Stockbahnen überdacht, um den Sportlern bestmögliche Trainingsbedingungen zu bieten.

## Politik

### Gemeinderat
Der Gemeinderat hat 31 Mitglieder.
- Mit den Gemeinderats- und Bürgermeisterwahlen in Oberösterreich 2003 hatte der Gemeinderat folgende Verteilung: 17 ÖVP, 10 SPÖ, 3 GRÜNE, und 1 FPÖ.[32]
- Mit den Gemeinderats- und Bürgermeisterwahlen in Oberösterreich 2009 hatte der Gemeinderat folgende Verteilung: 18 ÖVP, 7 SPÖ, 3 GRÜNE, und 3 FPÖ.[33]
- Mit den Gemeinderats- und Bürgermeisterwahlen in Oberösterreich 2015 hat der Gemeinderat folgende Verteilung: 19 ÖVP, 4 FPÖ, 4 GRÜNE, und 4 SPÖ.[34]
- Mit den Gemeinderats- und Bürgermeisterwahlen in Oberösterreich 2021 hat der Gemeinderat folgende Verteilung: 18 ÖVP, 7 GRÜNE, 4 SPÖ und 2 FPÖ.[35]

### Bürgermeister
Bürgermeister seit 1895 waren:
| Amtszeit  | Bürgermeister           |
| --------- | ----------------------- |
| 1895–1899 | Franz Stirmayr          |
| 1899–1910 | Leopold Dessl           |
| 1910–1919 | Leopold Preuer          |
| 1919–1929 | Michael Mayr            |
| 1929–1938 | Franz Stirmayr          |
| 1938–1939 | Wilhelm Eidlhuber       |
| 1939–1941 | Josef Gass              |
| 1941–1945 | Karl Penn               |
| 1945–1959 | Josef Rath              |
| 1959–1964 | Franz Stirmayr          |
| 1964–1966 | Josef Hauser            |
| 1966–2002 | Michael Freiseder       |
| 2002–2008 | Heinrich Madlmayr (ÖVP) |
| seit 2008 | Andreas Fazeni (ÖVP)    |

### Wappen
Blasonierung:
„In Rot ein silberner Pfahl; davor vom grünen Schildfuß mit schrägrechtem, silbernen, von blauen Zwillings-Wellenbändern durchzogenen Wellenfluß ausgehend, über einer steil aufragenden Felswand ein grüner Dreiberg. Auf der vorderen Kuppe – in das rote Feld ragend – ein silberner, schwarz geöffneter, zinnenbewehrter Turm, aus dessen Tor ein gelbfarbiger Weg über den Bühel schrägrechts zum linken Schildrand führt.“
Die Gemeindefarben sind Rot-Gelb-Grün.
Das Wappen wurde am 14. Mai 1551 vom römisch-deutschen König und späteren Kaiser Ferdinand I. an Gramastetten verliehen. In Überlieferungen wurde erwähnt, dass der grüne Hügel auf dem Wappen die Lage Gramastettens darstellte, das auf einem begrünten Berg hoch über der Rodl liegt. Der Turm war Symbol dafür, dass Gramastetten ein landesfürstlicher Markt war. Bei der Deutung der Burg im Wappen trennen sich jedoch die Meinungen. Der Heraldiker Herbert Erich Baumert meinte, dass im Wappen die Burg Lichtenhag abgebildet sei, die sich auf einem steilen Felsen im Rodltal befindet.

## Persönlichkeiten

### Ehrenbürger der Gemeinde
- Alois Peither (1816–1906): Ehrenbürger für seine sozialen Leistungen als Wohltäter und als Gemeindearzt[38] Alois Peither wurde am 16. Februar 1816 in Waldhausen geboren. Er galt als der große Wohltäter für die Armen in Gramastetten. 1841 kam Peither als Wund- und Geburtsarzt in die Gemeinde und praktizierte bis 1899 als Gemeindearzt von Gramastetten und Eidenberg. Am 10. Dezember 1906 starb Alois Peither im Alter von 90 Jahren. Eine 1894 an der Eidenberger Straße errichtete Kapelle, die „Peither Kapelle“, erinnert noch an den großen Wohltäter.[39] Peither wollte, dass jemand seine „Kirchleitn“ erbt, der sein soziales Projekt nach seinem Tod auch weiterführt. Sein Wunsch war es, dass die Armen von den Erträgen aus der „Kirchleitn“ profitieren. Peithers Nachfolger konnte jedoch aus finanziellen Gründen den Wunsch nicht erfüllen. Am 31. Dezember 1925, zwanzig Jahre nachdem Alois Peither gestorben war, wurde die einst vom großen Wohltäter gepflanzte Eiche gefällt. Den Jahresringen nach war dieser Baum 100 Jahre alt. Im Laufe der Zeit begannen die Stützmauern der Terrassen und die Jahresstiege[19] zu verfallen bis schließlich 1975 die Stiege renoviert wurde.[38] Peitherstiftung: Peither besaß auch einen Grund bei seiner nach ihm benannten Kapelle, den er Gramastetten vermachte. Jedoch vererbte er den Grund der Gemeinde nur unter der Bedingung, dass die Armen in der Gemeinde von den Erträgen profitieren.[38]

### Söhne und Töchter der Gemeinde
- Vinzenz Übeleis (1889–1967), Politiker der SPÖ, Abgeordneter zum Nationalrat 1945–1953, Bundesminister für Verkehr 1945–1949
- Hans Gielge (1901–1970), Lehrer Kulturaktivist, Volksliedsammler, Schöpfer des Gramastettner Liedes und Mundartdichter[40]
- Gebhard Rath (1902–1979), Generaldirektor des Österreichischen Staatsarchivs, Zisterzienser, Archivar und NS-Opfer
- Alfred Sageder (1933–2017), Ruderer
- Maria Hofstätter (* 1964), Film- und Theaterschauspielerin[41]
- Leopold Lummerstorfer (* 1968), Filmregisseur, Filmproduzent, Drehbuchautor

### Personen mit Bezug zur Gemeinde
- Harald Berger (1972–2006), dreifacher Weltmeister im Eisklettern
- Ernst Hack (1946–1986), Ringer
- Franz Hartl (1901–1970), Gemeindesekretär von Gramastetten, Landesfeuerwehrkommandant von Oberösterreich und Landtagsabgeordneter (ÖVP)
- Konrad Just (1902–1964), römisch-katholischer Geistlicher, Zisterzienser, NS-Opfer, KZ-Häftling; ehemaliger Pfarrer der Gemeinde Gramastetten
- Vincent Kriechmayr (* 1991), Skirennläufer
- Leonora Leitl (* 1974), Grafikerin, Illustratorin und Autorin
- Inge Loidl (1926–2017), römisch-katholische Funktionärin
- Franz Pühringer (1906–1977), Journalist, Lyriker und Dramatiker

## Sonstiges
- Der Hauptgürtelasteroid (175730) Gramastetten wurde nach der Marktgemeinde benannt.